# Rață scufundătoare
Rațele scufundătoare sunt o categorie de rațe care se hrănesc scufundându-se sub suprafața apei.  Ele fac parte din Anatidae, o familia diversă și foarte mare care include rațele, gâștele și lebedele.
Rațele scufundătoare sunt încadrate într-un trib distinct din subfamilia Anatinae, Aythyini. Datele privind secvențele citocromului b al ADNmt și ale subunității 2 a NADH dehidrogenezei indică faptul că rațele din subfamilia Anatinae și rațele scufundătoare sunt destul de îndepărtate una de cealaltă, asemănările exterioare fiind datorate evoluției convergente. Rațele de mare întâlnite în mod obișnuit în zonele de coastă, cum ar fi rața de ghețuri, rațele Melanitta, rațele Bucephala, ferestrașii și eiderii, sunt uneori denumite în America de Nord și rațe scufundătoare, deoarece se hrănesc tot prin scufundare; subfamilia lor (Merginae) este însă una foarte distinctă.

## Taxonomie

### Familia Anatidae
- Subfamilia Anatinae
  - Tribul Aythyini
    - Genul Aythya
      - Aythya valisineria – rață cu spate alb
      - Aythya ferina – rață cu cap castaniu
      - Aythya americana – rață cu cap castaniu americană
      - Aythya collaris – rață cucuiată
      - Aythya australis
      - Aythya baeri
      - Aythya nyroca – rață roșie
      - Aythya innotata
      - Aythya cf. innotata – dispărută (c.în anii 1690)
      - Aythya novaeseelandiae
      - Aythya fuligula – rață moțată
      - Aythya marila
      - Aythya affinis – rață cucuiată mică

    - Genul Marmaronetta
      - Marmaronetta angustirostris – rață porumbacă

    - Genul Netta
      - Netta rufina – rață cu ciuf
      - Netta erythrophthalma – rață cu ciuf brună
      - Netta peposaca

    - Genul Rhodonessa
      - Rhodonessa caryophyllacea; probabil dispărută (1945?)